# Anopheles neghmei
Anopheles neghmei este o specie de țânțari din genul Anopheles, descrisă de Mann în anul 1950. Conform Catalogue of Life specia Anopheles neghmei nu are subspecii cunoscute.